# Moldavská kuchyně
Moldavská kuchyně (moldavsky: Bucătăria moldovenească) je velmi podobná rumunské kuchyni, byla ale ovlivněna také polskou, řeckou, ruskou, ukrajinskou a osmanskou (tureckou) kuchyní. Národní kuchyně je založena na místní produkci a tradici, je charakteristická svou jednoduchostí a přitom bohatou chutí. Moldavská kuchyně používá především maso (vepřové, hovězí, skopové), brambory, zelí, fazole, obilniny, mléčné výrobky, vejce, zeleninu a ovoce.
Národním jídlem je mamaliga, kukuřičná kaše s nasekaným skopovým masem, sýrem a smetanou. Mezi populární pokrmy patří i plněná kapusta, pečené kuře, boršč a brynza. Netradiční lahůdkou je placynta, koláč se sýrem, dýní, rajčaty nebo jablky. Oblíbené jsou pokrmy připravované na dřevěném uhlí na roštu. Jídla jsou většinou hodně kořeněná.

## Stolování

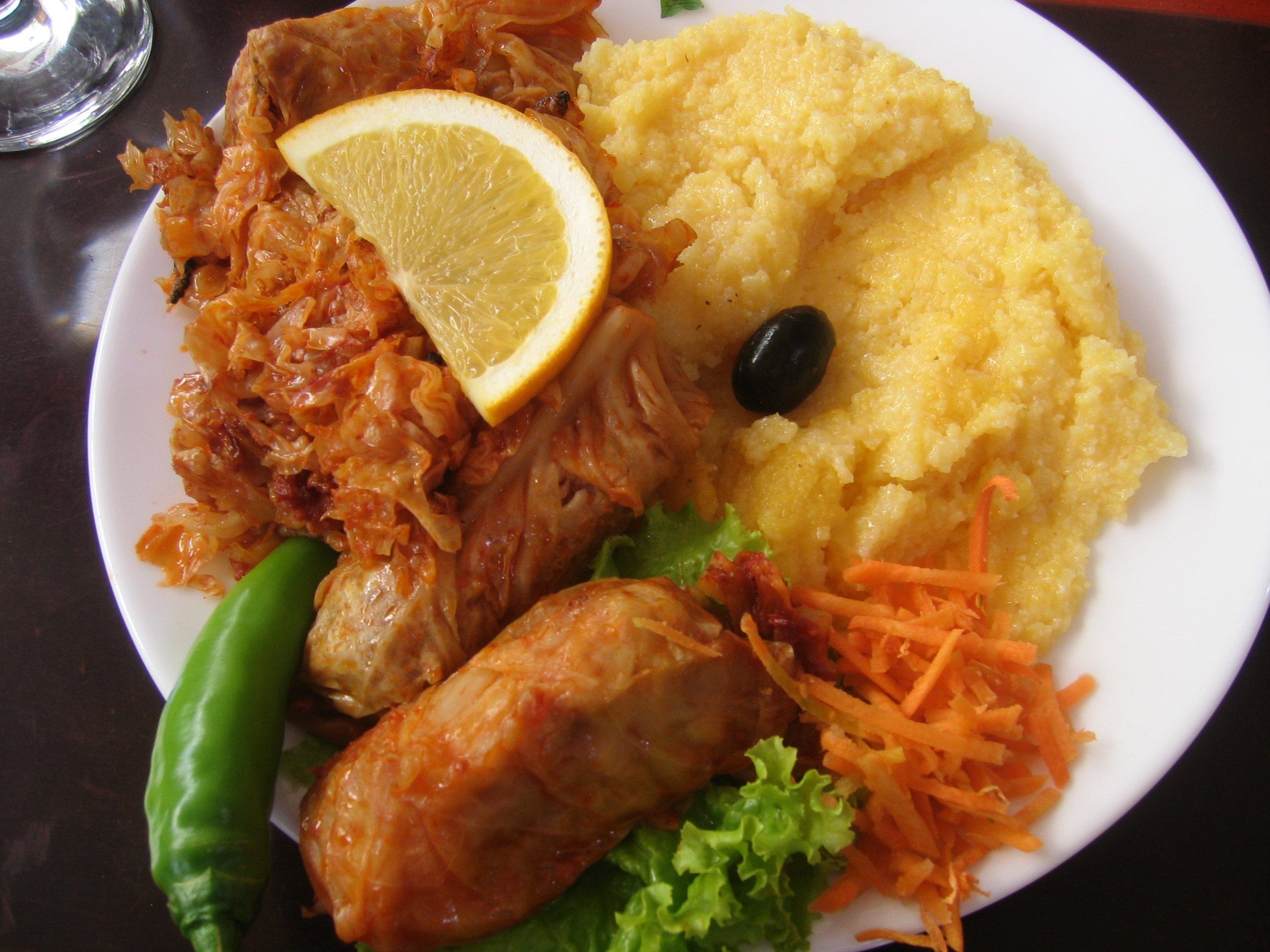
Sarmale, zelné závitky s kysaným zelím a mămăligă

Hlavním jídlem dne je oběd, který většinou začíná polévkou. Velmi oblíbená je polévka zama, vývar s domácími nudlemi.  Hlavní jídlo je většinou maso připravené na mnoho způsobů. Oblíbený je masový guláš tocana a závitky sarmale, které jsou připravené ze zelných nebo vinných listů a naplněné směsí mletého masa, rýže a bylinek. Přílohou prakticky ke všem jídlům bývá obvykle mamaliga, kukuřičná kaše podobná polentě, která se často podává s moldavským sýrem branza a zakysanou smetanou.
V každé oblasti a v každé rodině mají svůj recept na pečivo placinta nebo placintele. Je to listové těsto naplněné různými náplněmi - zelím, místním sýrem, dýní, jablky nebo třešněmi. Slané verze jsou podávány k vínu. Moldavané hojně využívají sezónní zeleninu, papriky, lilky a rajčata.  Připravují z ní čerstvé saláty. Jako dezert se peče tradiční koláč zvaný baba neagra (černá bába). Ale podávají se i uzené švestky plněné vlašskými ořechy.

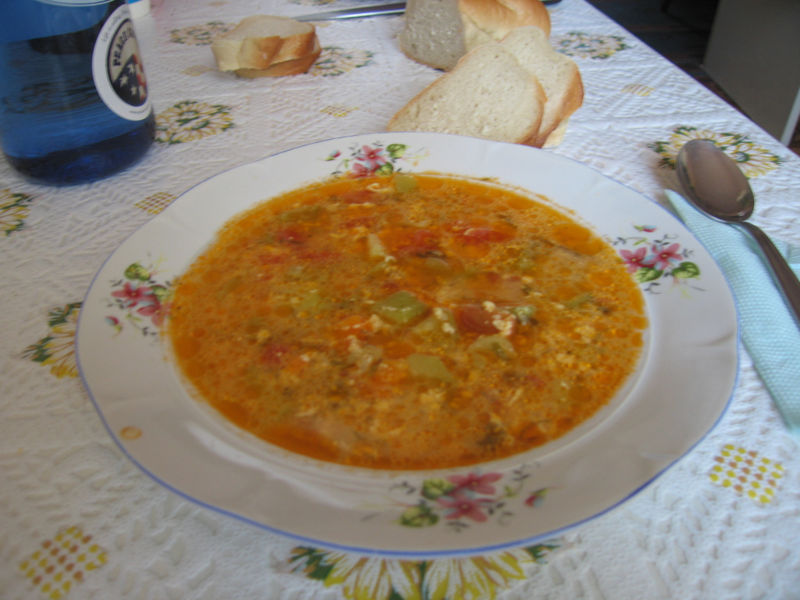
Čorba, tradiční polévka

## Pokrmy

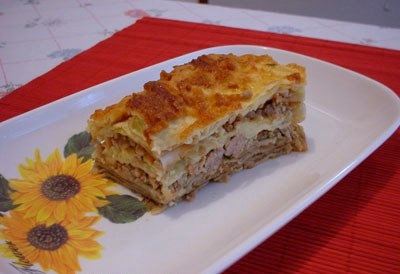
Musaka, tradiční slaný koláč

### Polévky
- Zama, vývar s domácími nudlemi
- Čorba, tradiční polévka z kuchyně Gagauzů
- Boršč

### Hlavní jídla
- Mămăligă, typické moldavské jídlo. Jedná se o kukuřičnou kaši podobnou polentě.[1][2]
- Tocana, masový guláš
- Sarmale, plněné zelné nebo vinné závitky
- Ciulama, maso nebo houby v bílé cibulové omáčce[3]
- Pârjoale, masové placičky[4]
- Tochitură, maso dušené v rajčatové omáčce, někdy podávané s mămăligou
- Džuveč, jehněčí maso dušené s mrkví, paprikou, cuketou, lilkem, květákem, česnekem, bramborami, cibulí a rajčatovou šťávou
- Moussaka, jemný koláč z mletého jehněčího masa, lilku, rajčat, cibule, cukety, brambor a zelíSfințișori, pečivo s medem a vlašskými ořechy

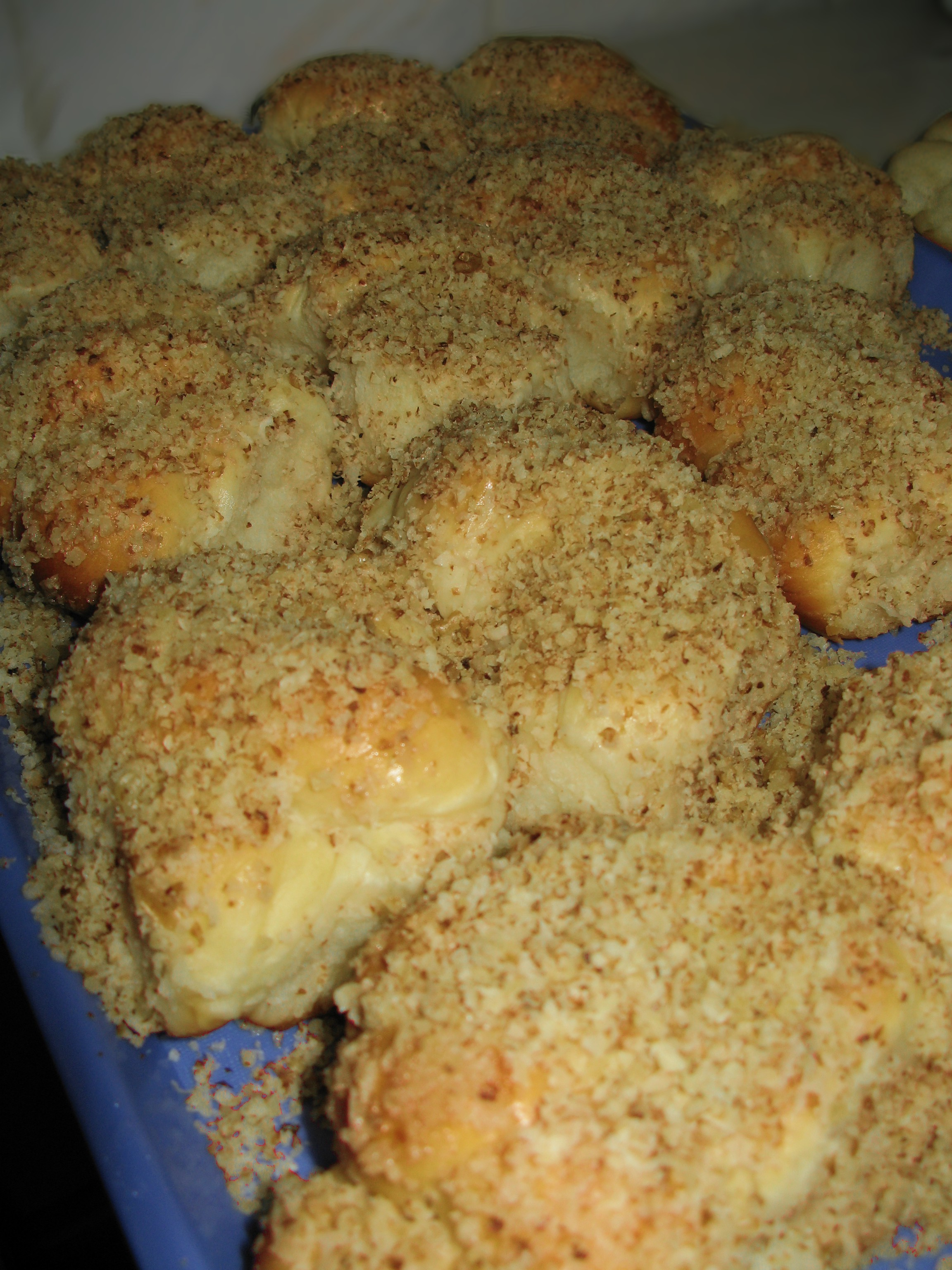
Sfințișori, pečivo s medem a vlašskými ořechy

- Pelmeně, do těsta zabalené mleté maso, vše uvařené ve vodě a podávané s brynzou, petrželovou natí a se smetanou.
- Salată de boeuf, salát z hovězího masa, kořenové zeleniny a majonézy
- Plăcintă (také placintele), koláč se sýrem, dýní, zelím, rajčaty nebo sladký s jablky a dalším ovocem
- Brânză, moldavská verze slovenského sýru brynza
- Zacuscă, pomazánka z lilku, papriky a cibule[5]
- Eggplant, osmažené plátky lilku s rajčetem a smetanou
- Mužděj, omáčka z česneku

### Sladká jídla
- Mediterranean, pečivo z listového těsta, medu, perníku a skořice
- Semilune, sušenky slepené marmeládou
- Sfințișori, sladké pečivo s medem a vlašskými ořechy[6]
- Baba neagra, černá bába, tradiční pomalu pečený koláč
- Kompoty

## Nápoje

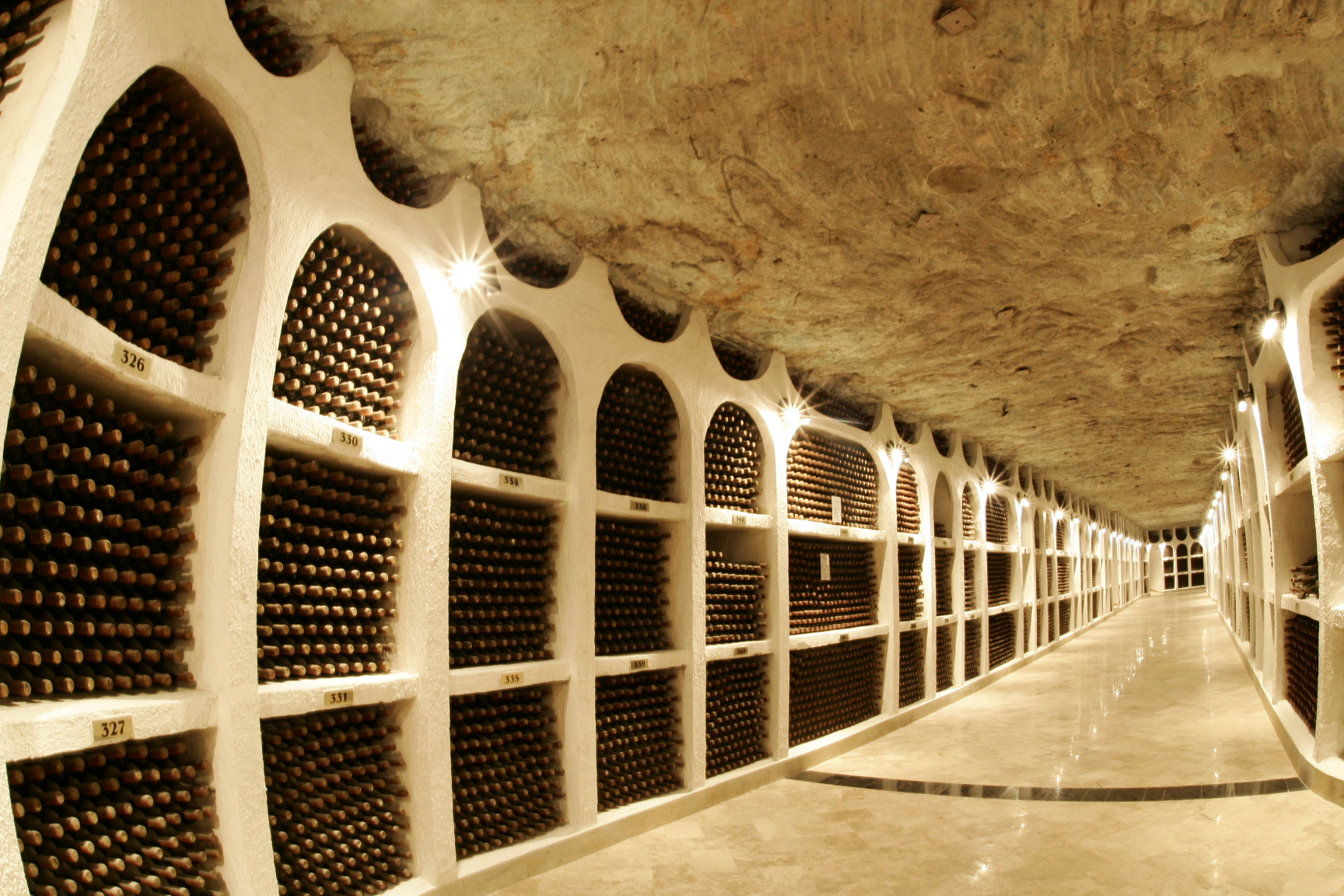
Vinařství Cricova. největší vinný sklep na světě

- Víno, Moldavsko je známé svou produkcí vína. Mezi nejznámější moldavská bílá vína patří Ryzlink, Gligote a Semilion. Nejznámější červená vína jsou moldavský Kabernet a Bordeaux. Dále se pěstují odrůdy Sauvignon, Cabernet Sauvignon, Muškát a různé místní odrůdy (Fetească, Rara neagră a Busuioacă albă). Nejznámějším vinařstvím je Cricova, kde se nachází největší vinný sklep na světě. Je tvořen podzemními chodbami více než 100 kilometrů dlouhými. Návštěvníci si mohou prohlédnout až třicet miliónů vinných lahví. Nejlepší moldavská vína mají na obalu bílého čápa v letu s hroznem vína v zobáku.[1][2]
- Brandy, z vína se vyrábí i oblíbené moldavské brandy
- Sekt, vyrábějí se zde i místní sekty
- Vodka, oblíbený destilát
- Káva, podává se po každém jídle

## Galerie

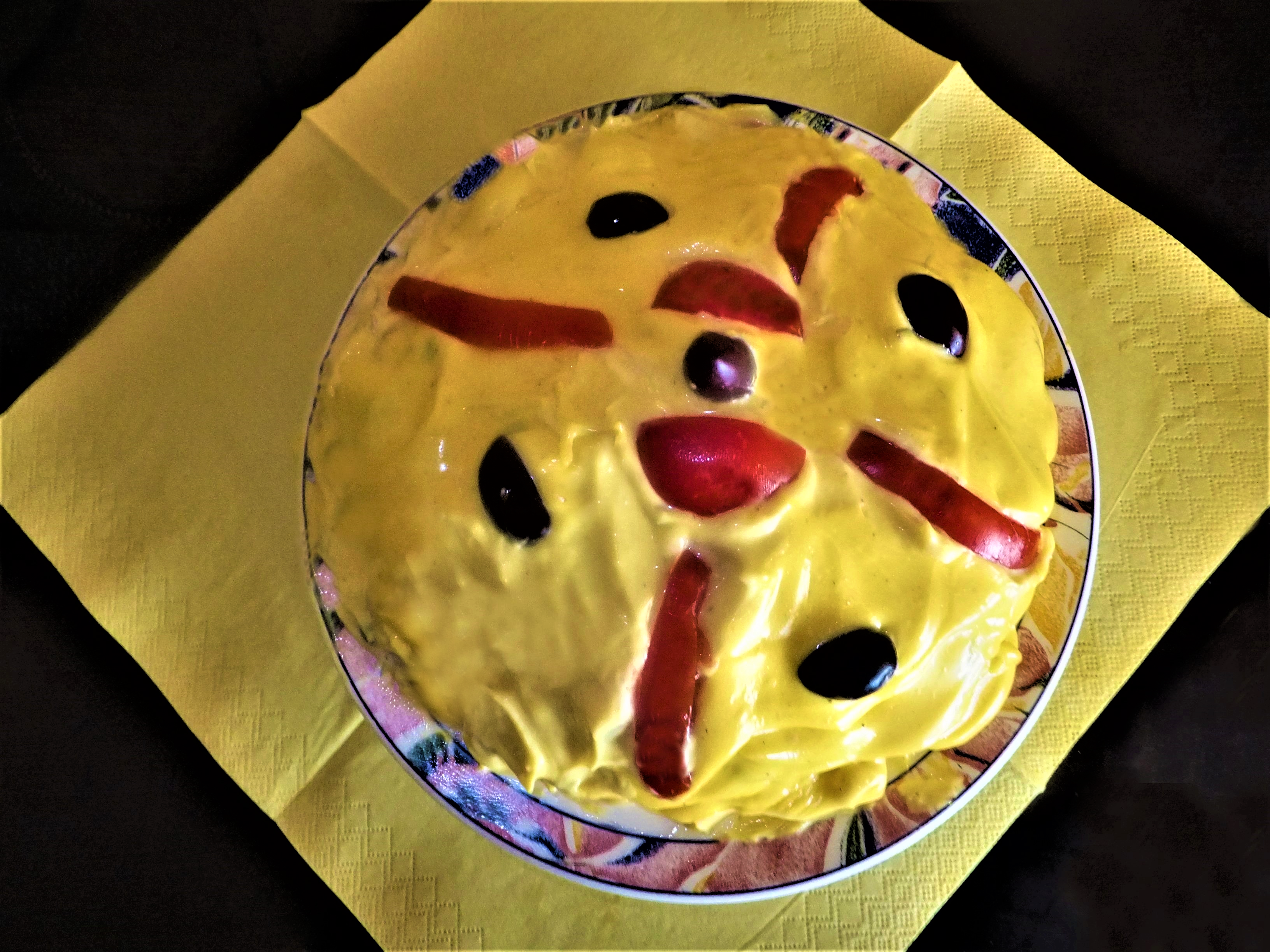
Salată de boeuf
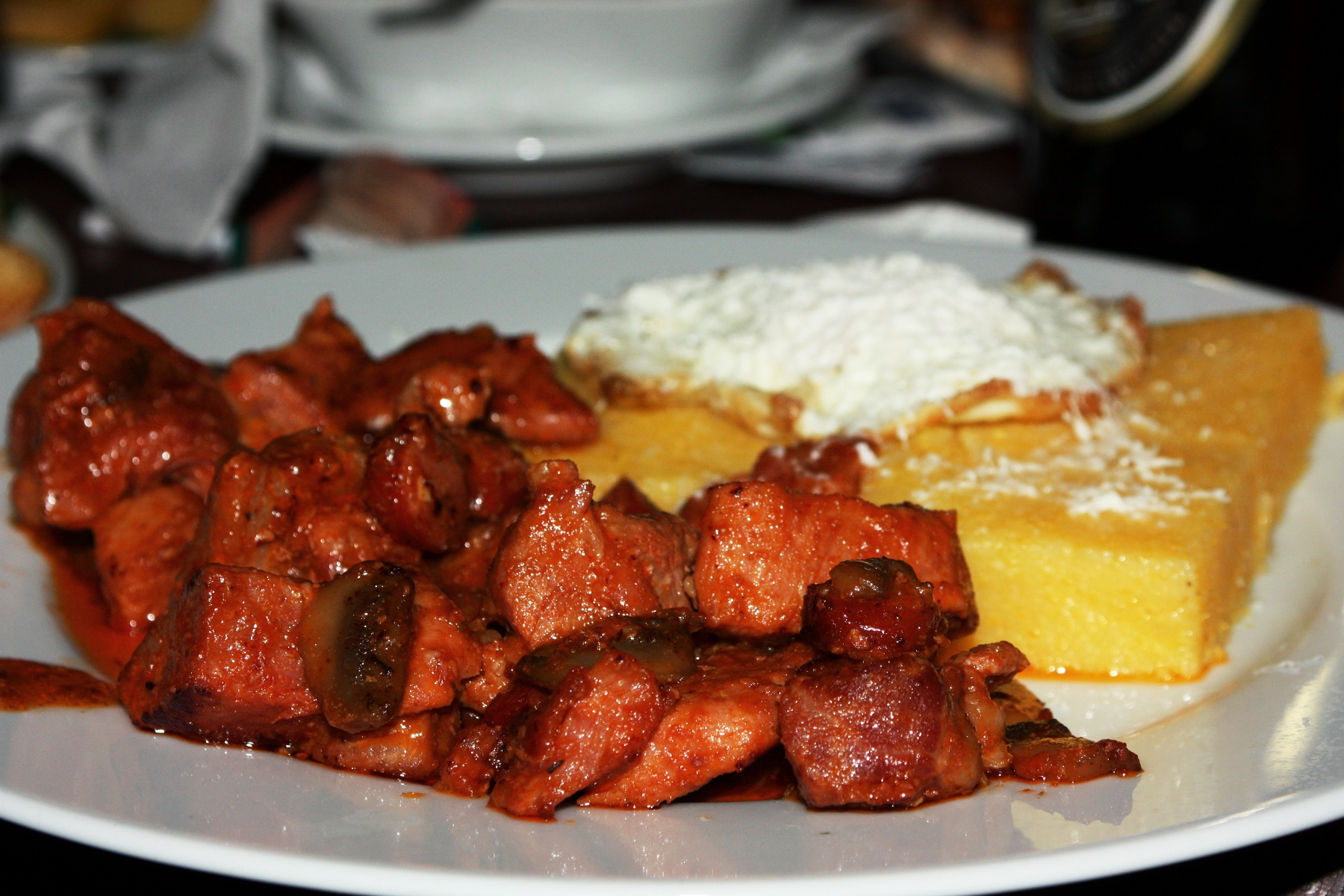
Tochitură
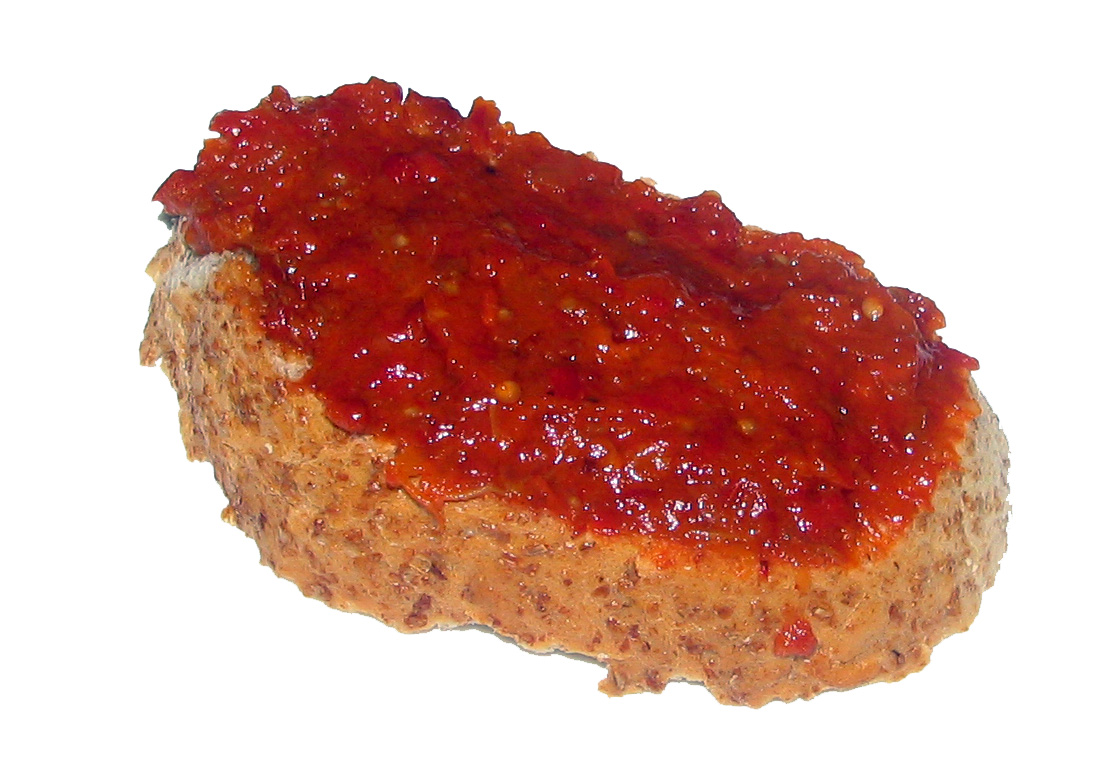
Zacuscă
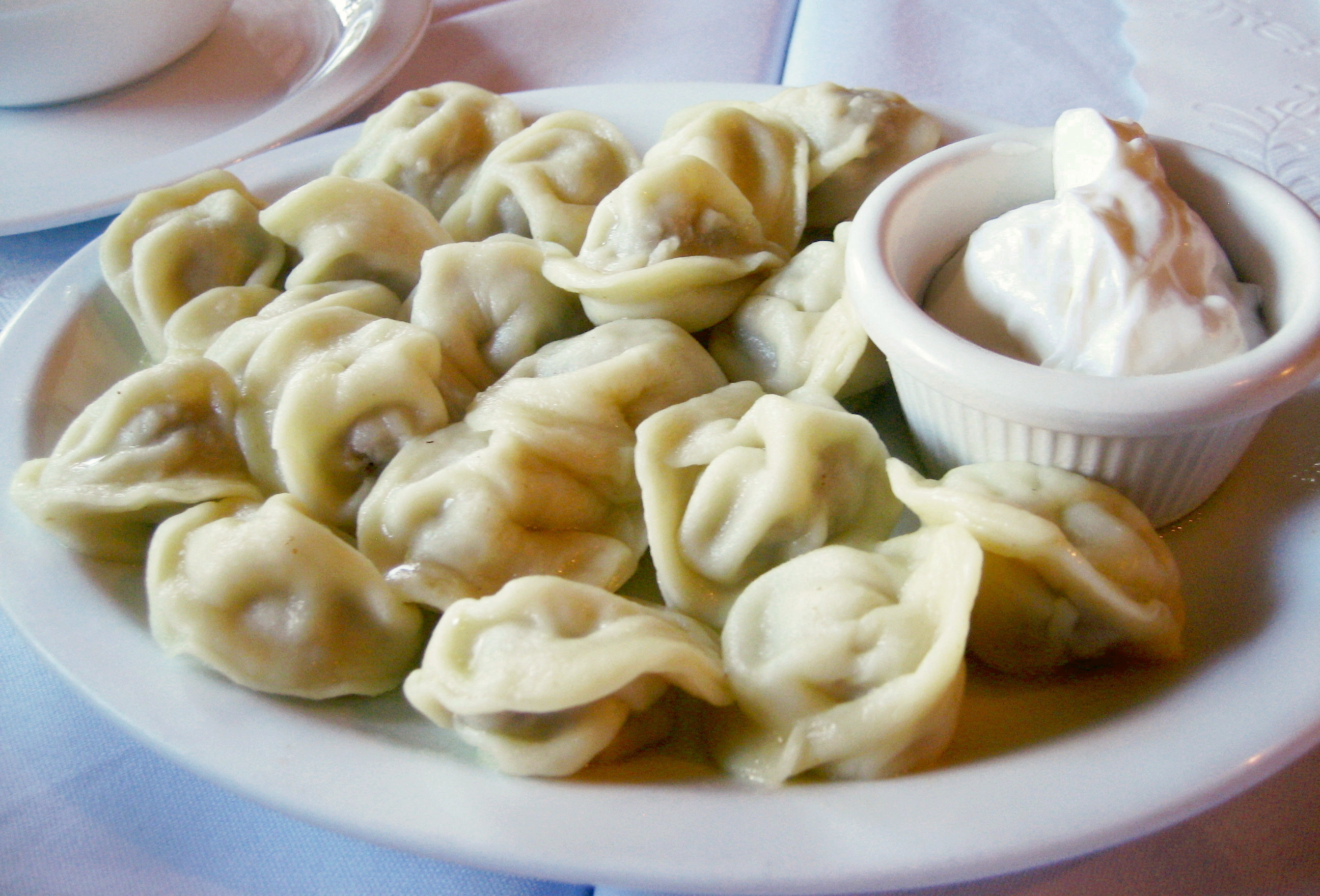
Pelmeně
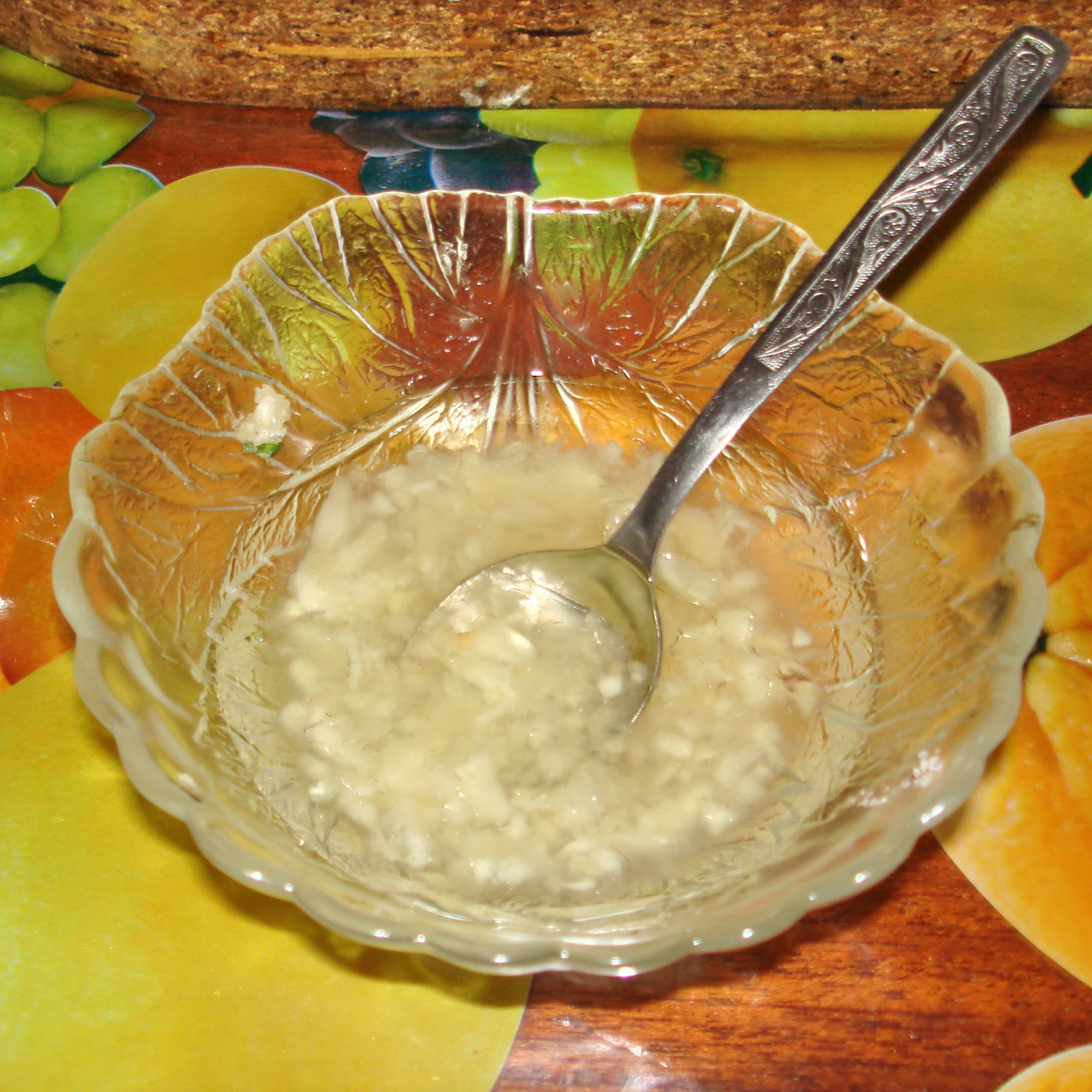
Mujdei